# معدن سنگ آسیاب خلار
معدن سنگ آسیاب خلار مربوط به دوره صفوی است و در شهرستان سپیدان، بخش همایجان، دهستان همایجان، بر روی ارتفاعات گلبهاری مشرف بر روستای خلار واقع شده و این اثر در تاریخ ۱ مرداد ۱۳۸۶ با شمارهٔ ثبت ۱۹۳۱۵ به‌عنوان یکی از آثار ملی ایران به ثبت رسیده است.